# Trinity Bridge
Trinity Bridge je pěší most přes řeku Irwell, který spojuje města Manchester a Salford. Pylon je vysoký 40 metrů, celková délka je 78,5 metru. Je z oceli a váží 210 tun.
Most byl navržen španělským architektem Santiagem Calatravou a dokončen v roce 1995. Představuje jednu z Calatravových raných mostních konstrukcí a jedinou jeho dokončenou práci ve Spojeném království. Slavnostní otevření mostu se uskutečnilo 25. září 1995 za přítomnosti starostů obou měst. V roce 2010 prošel most údržbou, přezkoušením a dostal nový nátěr.